# Gare de Potsdam (Berlin)
À ne pas confondre avec la gare centrale de Potsdam ou la gare de Berlin Potsdamer Platz.
La gare de Potsdam (en allemand : Potsdamer Bahnhof) est une ancienne gare ferroviaire de Berlin, située à l'est du quartier de Tiergarten à proximité immédiate de la Potsdamer Platz. La gare en cul-de-sac est ouverte en 1838, tête de la ligne de Berlin à Potsdam (Stammbahn), la première ligne de chemin de fer de Prusse. Endommagée par le bombardement de Berlin pendant la Seconde Guerre mondiale, elle est renfermée de façon définitive en 1946.

## Localisation

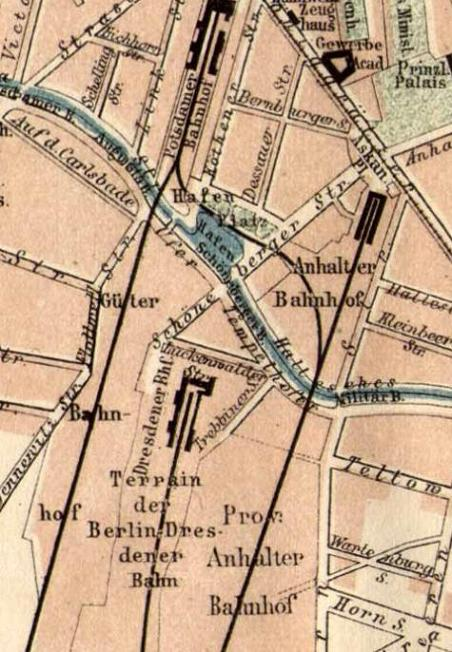
Les trois gares de Potsdam, Anhalt et Dresde sur un plan urbain de 1875.

Au moment de sa construction, la gare se trouvait à l'extérieur du mur des douane au sud-ouest de Berlin. Le bâtiment de la gare était situé au sud de la Stresemannstraße (jusqu'à 1930 : Königgrätzer Straße) non loin de la Potsdamer Platz. La voie ferrée s'étendait de là vers le sud-ouest entre la Linkstraße et la Köthener Straße jusqu'à la rive du Landwehrkanal.
De 1938 à 1972, le terrain de la gare faisait partie du quartier de Mitte, mais n'était relié au reste du quartier que par une bande étroite près de la Potsdamer Platz. Le terrain aux côtés appartenait à l'ouest au district de Tiergarten, à l'est à Kreuzberg. Ainsi, depuis 1945, la frontière entre Berlin-Est et Berlin-Ouest s'étend sur trois côtés le long de la limite de la gare. Après un échange de terrain en 1972, l'ancienne zone de la gare de voyageurs a été transférée au quartier de Tiergarten. Au début des années 2000, la partie est du site, le long de la Köthener Straße, s'est remplie de constructions.
Une gare de marchandises (Potsdamer Güterbahnhof) était située au sud du Landwehrkanal à Kreuzberg. Immédiatement à l'est de la côte orientale, à la place de l'ancienne gare de Dresde, se trouvait les voies marchandises de la gare d'Anhalt voisine.
Les deux gares latérales ouvertes en 1891, sur la ligne du Wannsee et le rebroussement de la Ringbahn, étaient situées à l'ouest et à l'est du hall principal, à l'extrémité sud de la gare.

## Histoire

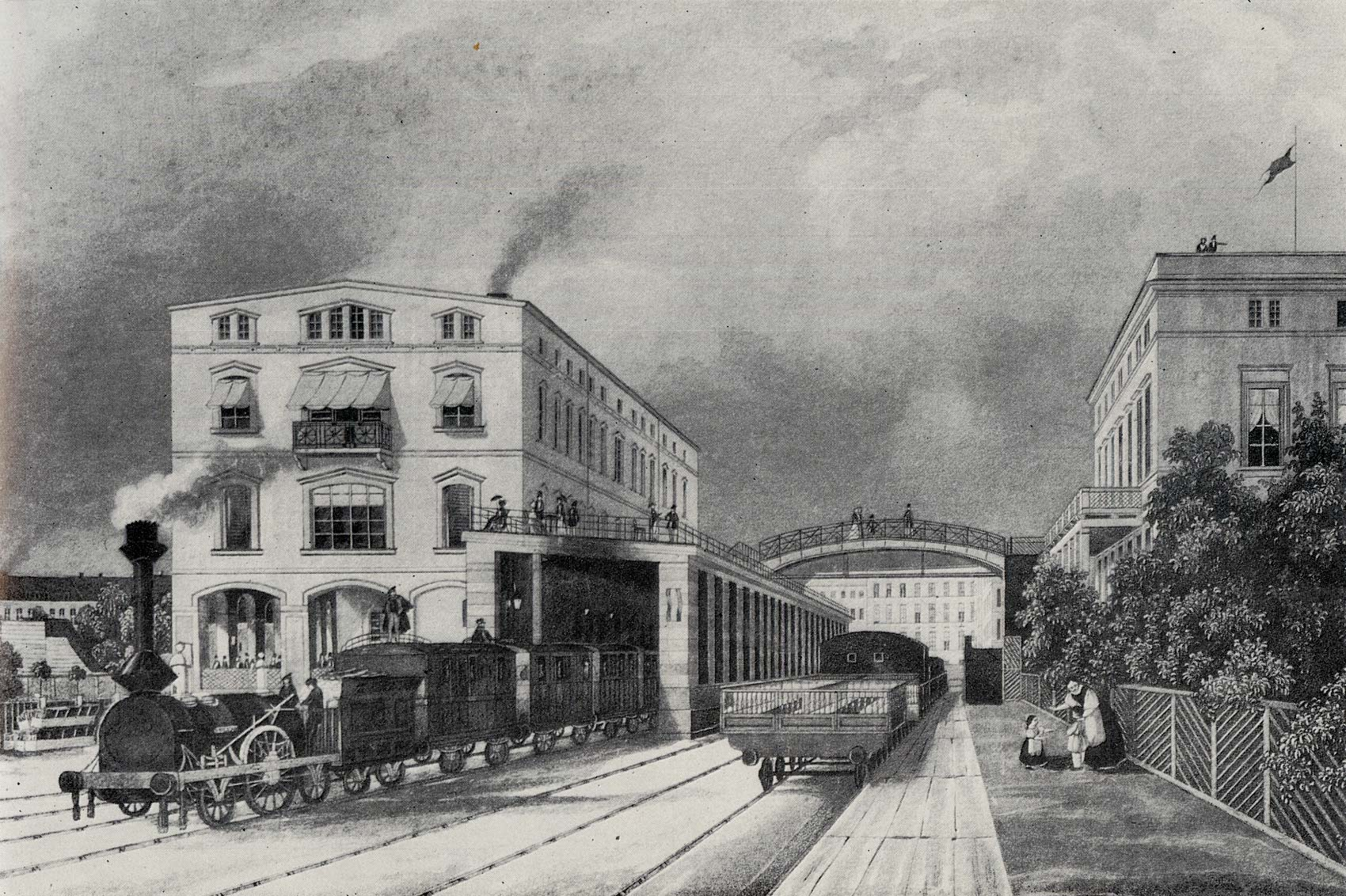
La première gare en 1843.

Après que le 22 septembre 1838, la section entre Zehlendorf et Potsdam de la ligne de chemin de fer de Berlin à Potsdam est mise en service, suit le 29 octobre la section entre Berlin et Zehlendorf avec l'ouverture de la gare de Potsdam à Berlin.
La ligne Berlin-Potsdam est mise en service par la Berlin-Potsdamer Eisenbahngesellschaft. Elle fusionne en 1844 avec la Potsdam-Magdeburger Eisenbahngesellschaft pour former la Berlin-Potsdam-Magdeburger Eisenbahngesellschaft. La ligne de Potsdam est prolongée jusqu'à Magdebourg le 7 août 1846.
En 1850, la gare est sur le Berliner Verbindungsbahn, chemin de fer pour le transport de marchandises reliant les gares-terminus de Berlin. Une voie conduit de ce chemin de fer à la gare.
Les installations de la gare de Potsdam à Berlin étaient conçues à l'origine simplement pour aller se promener, mais jusqu'en 1868 elles sont progressivement élargies. Il est finalement décidé de la reconstruire.

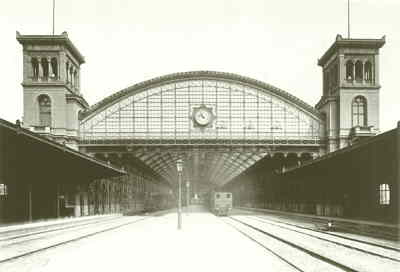
La nouvelle gare en 1876.

Le 30 août 1872, la nouvelle gare est inaugurée par empereur Guillaume Ier , bien que les travaux ne soient pas totalement terminés. Le nouveau bâtiment est en fait mis en service le 1er novembre 1872.
Le 1er avril 1880, la ligne de Berlin à Magdebourg est intégrée au réseau des chemins de fer d'État de la Prusse (Preußische Staatseisenbahne).
Afin de gérer la circulation grandissante, apparaissent de chaque côté de la gare-terminus des gares latérales pour le trafic suburbain. Le 1er avril 1891, la gare du Ring est mise en service à l'est pour les trains utilisant le Ringbahn de Berlin. Le 1er octobre 1891, suit la gare de Wansee à l'ouest avec une nouvelle voie parallèle à la voie grandes lignes, appelée Neuen Wannseebahn.
En 1901, est ouverte la ligne de banlieue de Anhalt (Anhalter Vorortbahn) dont le départ est la gare du Ring qui est alors agrandie.

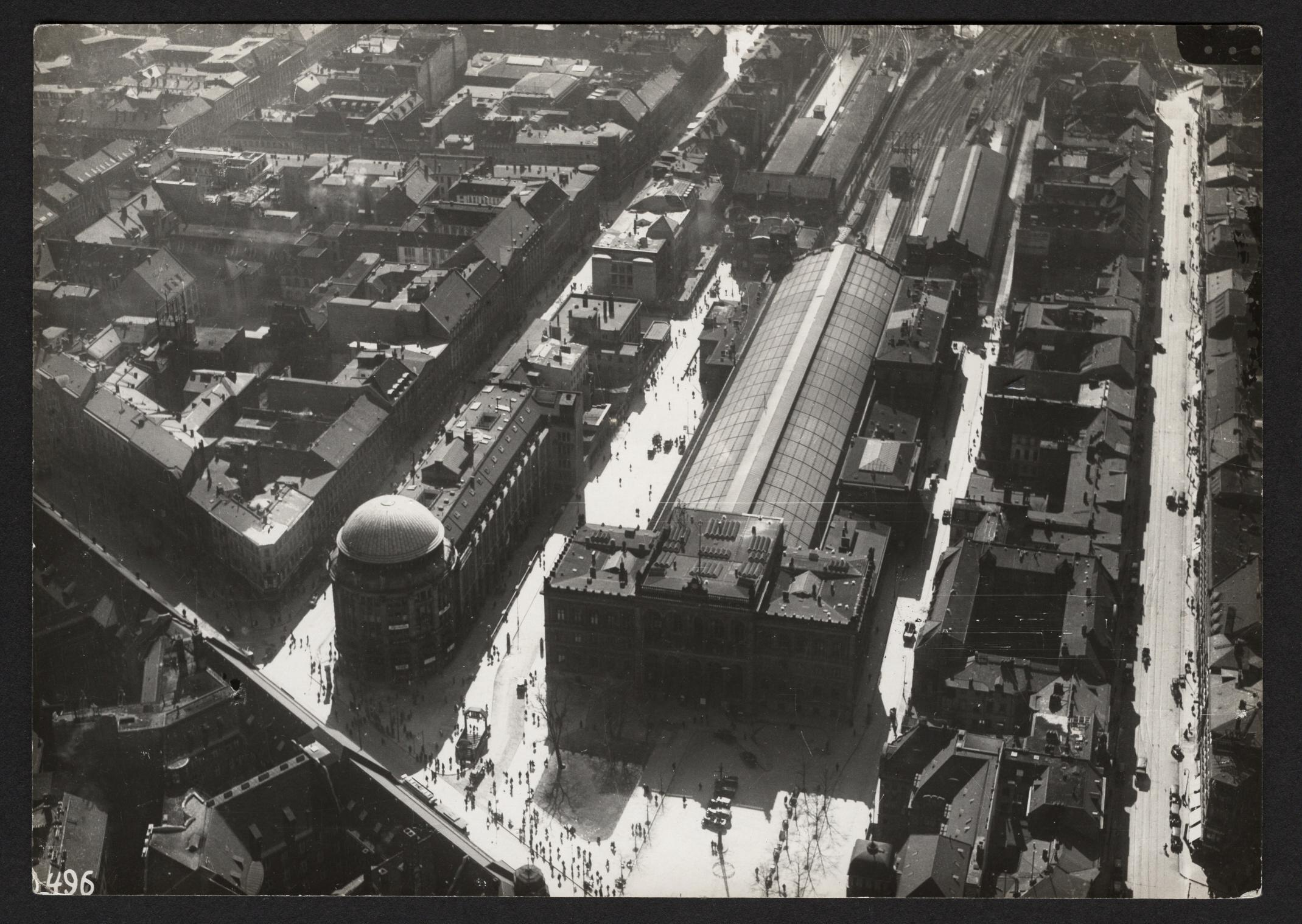
Vue aérienne, 1925.

Le 9 octobre 1939, le tunnel nord-sud entre les gares de Humboldthain et d'Unter den Linden (aujourd'hui Brandenburger Tor) est prolongé jusqu'à la gare de Großgörschenstraße (actuellement gare de Yorckstraße) en passant par une nouvelle gare souterraine sous la Potsdamer Platz. La gare de Wansee, qui n'est plus utile pour le trafic passager, ferme le 8 octobre 1939. À partir du 6 novembre 1939, le trafic suburbain des lignes de Anhalt et Dresde passe par le tunnel. La gare du Ring reste utilisée pour les trains empruntant le Ring.
Lors du bombardement de Berlin pendant la Seconde Guerre mondiale, la gare est durement touchée. En février 1945, le trafic passager cesse totalement dans la gare. Après l'inondation du tunnel nord-sud, la gare du Ring est utilisée provisoirement après la fin de la guerre pour les trains de la ligne de Wannsee. Le 27 juillet 1946, le trafic cesse définitivement. Les ruines de la gare sont démolies en 1958.

## Traduction
- (de) Cet article est partiellement ou en totalité issu de l’article de Wikipédia en allemand intitulé « Berlin Potsdamer Bahnhof » (voir la liste des auteurs).